# ASAKAアートスクール
ASAKAアートスクール（あさかアートスクール）は、日本の美術学校、美術教室、美大予備校。
1993年に著名芸術家を講師に迎えて12分野36クラスでとした。1クラスの定員は10名から15名までの少人数制を導入する。美大受験用の受験科も開設されている。

## 開設クラス
- 幼児クラブ
- 小学生クラブ
- 小学生もっとアート
- 小学生音楽
- 中高生 中学,高校生創作
- 油絵.水彩教室
- ピアノ個人レッスン
- エレクトーン個人レッスン
- 美大受験 美大受験昼間部
- 美大受験夜間部
- 美大受験基礎科
- 美術高校受験
- 音高受験
- 音大受験